# Осорія
Осорія, Осория (Ossoria, Osoria, Osorya, Poświst, Szarza, Sztarza) — родовий герб, яким користувалось понад 60 шляхетських родів Білорусі, України, Литви і Польщі.
Герб відомий з початку 14 століття, у Великому князівстві Литовському, Руському та Жемантійському — після Городельськой унії 1413 року.

## Історія
Перші згадки про герб виходять з Х ст. Цей герб зображений серед інших гербів Речі Посполитої в Гербовнику Золотого Руна (Armorial équestre de la Toison d'or et de l'Europe) 1433—1435 рр.
Також герб описується в переліку гербів Королівства Польщі історика Яна Длугоша в 1464—1480 р, як один з 71 найстаріших шляхетських гербів. 
Також Длугош стверджує, що Анджей Брохоцький (герба Осорія) командував хоругвою Гонча в Грюнвальдській битві.
Після підписання Городельської унії 1413 — угоди між Польським королем Владиславом II Ягайлом та Великим князем Литовським, Руським та Жемантійським Вітовтом деякі українські, литовські та білоруські бояри набували права мати свій родовий герб і зрівнювались у достоїнствах і правах з польською шляхтою.
Так, відповідно до Городельської унії польський шляхтич Микола (Mikołaj z Korabiewic), власник цього герба, передавав литовсько-руському боярину Твербуду (Twerbud) право користуватись гербом Осория. 	
Пізніше інші українські шляхетські роди також отримали право на цей герб.
Список родів гербу Осория: 
 Білицькі (Billicki), Богдалі (Bogdal), Буковські (Bukowski), Филиповські (Filipowski), Гордики (Gordyk, Gordyka), Грабовські (Grabownicki), Грушевичі (Hruszewicz), Коломийські (Kołomyjski), Кондрацькі (Kondracki, Kondradzki, Konradzki), Костецькі (Kostecki), Ласовські (Lasowski), Мартос (Martos), Стадницькі (Stadnicki), Стрижевські (Striżewski), Теравські (Terawski), Твербут (Twirbut), Тиравські (Tyrawski) та інші .

## Опис герба
На червоному полі зображено золоте колесо від воза, що має 5 спиць; зверх, на місці шостої спиці, на ньому зламаний обід і в тому місці поставлений хрест (або меч). 
На шоломі над короною зображено три страусових пера.